# فرودگاه اوریول یوژنی
فرودگاه اوریول یوژنی (به روسی: Аэропорт Южный) فرودگاهی عمومی واقع در اریول در کشور روسیه است.